# Thorsten Botz-Bornstein

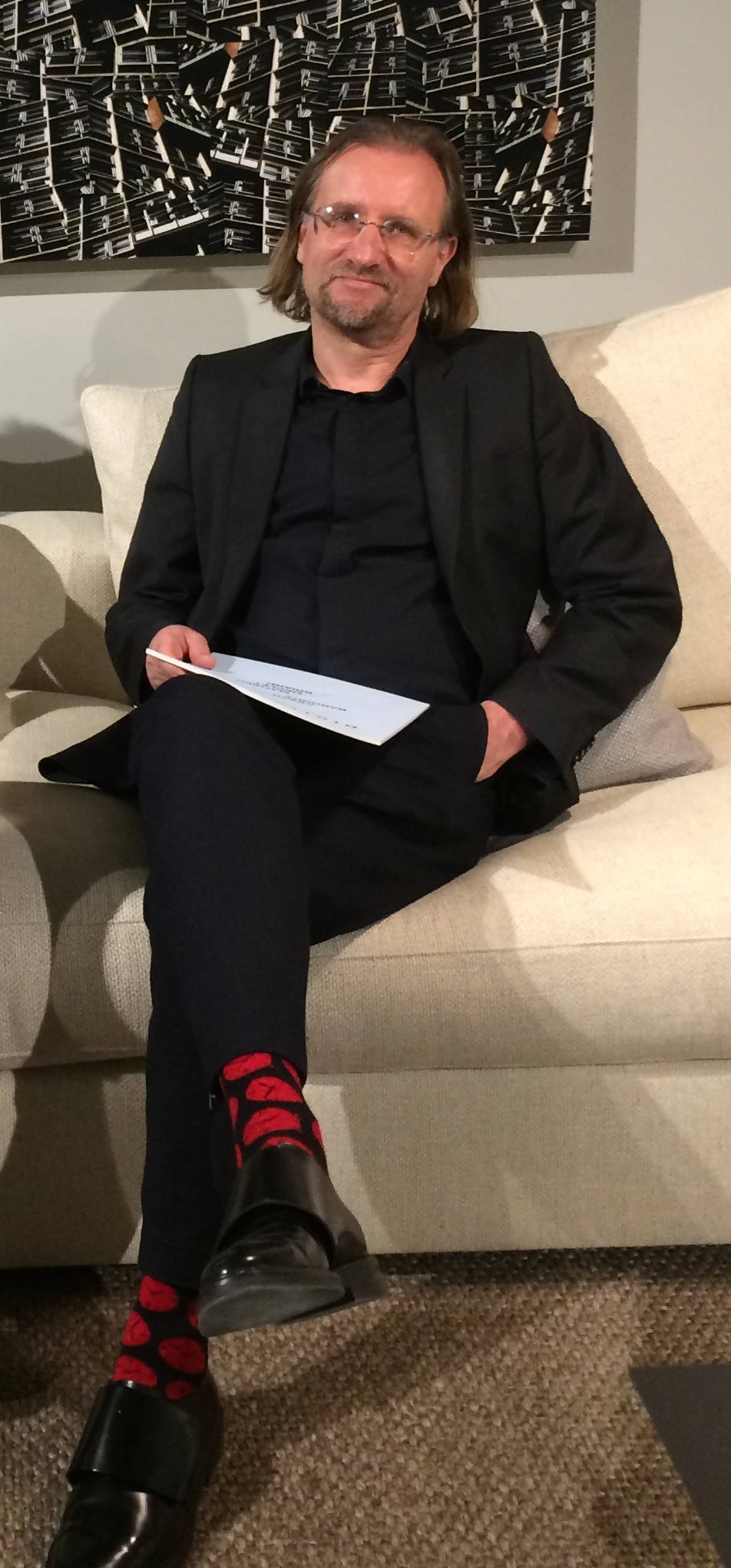
Thorsten Botz-Bornstein (2019)

Thorsten Botz-Bornstein (* 1964 in Duisburg) ist ein deutscher Philosoph. Er beschäftigt sich vornehmlich mit fernöstlicher Philosophie, russischer Philosophie sowie der Philosophie des Films und der Architektur.

## Leben
Botz-Bornstein studierte von 1985 bis 1990 Philosophie an der Université Sorbonne Paris I und erhielt 1993 einen Ph.D. von der Universität Oxford. Er arbeitete mehr als ein Jahrzehnt als Postdoctoral Researcher in Finnland, Frankreich, Japan und China. Im Jahr 2000 habilitierte er sich an der École des hautes études en sciences sociales (EHESS) in Paris. Er unterrichtete zwei Jahre an der Tuskegee University in Alabama, einer Historisch Schwarzen Universität, und ist derzeit (Stand 2020) Professor für Philosophie an der Gulf University for Science and Technology in Kuwait.

## Philosophie
In seiner Philosophie versucht Botz-Bornstein, die konzeptuellen Verbindungen zwischen Stil, Spiel und Traum herzustellen, und er verfolgt diese Aufgabe, indem er Elemente aus nicht-westlichen Philosophien (russisch, japanisch und chinesisch) aus entlehnt. Er arbeitet außerdem zu Filmphilosophie und Architekturphilosophie.

## Veröffentlichungen (Auswahl)

### Als Autor
- Place and Dream. Japan and the Virtual. Rodopi, 2004, ISBN 978-90-420-1069-7.
- Vasily Sesemann. Experience, Formalism and the Question of Being. Brill, 2006, ISBN 978-90-420-2092-4.
- Films and Dreams. Tarkovsky, Sokurov, Bergman, Kubrik, Wong Kar-wai. Lexington, 2007, ISBN 978-0-7391-2187-0.
- Aesthetics and Politics of Space in Russia and Japan. Lexington, 2009, ISBN 978-0-7391-3068-1.
- The Cool-Kawaii. Afro-Japanese Aesthetics and New World Modernity. Lexington, 2010, ISBN 978-0-7391-4845-7.
- La Chine contre l'Amérique. Culture sans civilisation contre civilisation sans culture? [China against America: Culture without Civilisation against Civilization without Culture?]  L'Harmattan, Paris 2012, ISBN 978-2-296-96426-6.
- Transcultural Architecture. The Limits and Opportunities of Critical Regionalism. Ashgate, 2015, ISBN 978-1-4724-6341-8.
- Veils, Nudity, and Tattoos. The New Feminine Aesthetics. Lexington, 2015, ISBN 978-1-4985-0048-7.
- Virtual Reality. The Last Human Narrative? Brill, 2015, ISBN 978-90-420-2109-9.
- Organic Cinema: Film Architecture, and the Work of Bela Tarr. Berghahn, 2017, ISBN 978-1-78533-566-2.
- The Political Aesthetics of ISIS and Italian Futurism. Lexington, 2018, ISBN 978-1-4985-6436-6.
- The New Aesthetics of Deculturation. Neoliberalism, Fundamentalism and Kitsch. Bloomsbury, 2019, ISBN 978-1-350-08634-0.
- Micro and Macro Philosophy: Organicism in Biology, Philosophy, and Politics. Brill, 2020, ISBN 978-90-04-43907-8.
- The Philosophy of Lines: From Art Nouveau to Cyberspace. Palgrave, 2021, ISBN 978-3-030-65342-2.
- Daoism, Dandyism, and Political Correctness. SUNY, 2023, ISBN 978-1438494524
- How Much Religion Is Good for Us? If Religion Were a Game. Routledge, 2024, ISBN 978-1032615165.
- Conspiracy and Contingency: How to Deal with Fake Necessities. Anthem, 2025, ISBN 978-1839993138.

### Als Herausgeber
- Tracking Global Wokeism. Brill, 2015. ISBN 978-90-04-70344-5
- mit Giannis Stamatellos: Parasite: A Philosophical Exploration [on the film by Bong Joon-Ho]. Brill, 2022, ISBN 978-90-04-51562-8.
- mit Giannis Stamatellos: Plotinus and the Moving Image: Neoplatonism and Film Studies. Brill, 2017, ISBN 978-90-04-35703-7.
- mit Jürgen Hengelbrock: Re-ethnicizing the Minds? Tendencies of Cultural Revival in Contemporary Philosophy. Rodopi, 2006, ISBN 978-90-420-2041-2.
- Culture, Nature, Memes: Dynamic Cognitive Theories. Cambridge Scholars Press, 2008, ISBN 978-1-84718-663-8.
- The Philosophy of Viagra. Bioethical Responses to the Viagrification of the Modern World. Rodopi, 2011, ISBN 978-90-420-3336-8.
- Inception and Philosophy. Ideas to Die For. Open Court, ‘Philosophy and Popular Culture Series’, Chicago 2011, ISBN 978-0-8126-9733-9.
- The Crisis of the Human Sciences. False Objectivity and the Decline of Creativity. Cambridge Scholars Press, 2012, ISBN 978-1-4438-3353-0.